# Velká pagoda divoké husy
Velká pagoda divoké husy (čínsky v českém přepisu Ta-jen tcha, pchin-jinem Dàyàn tǎ, znaky 大雁塔) je 64 metrů vysoká pagoda ve městě Si-an v provincii Šen-si v Čínské lidové republice. Nachází se v městském obvodě Jen-tcha jižně od historického centra. Od roku 2014 je chráněná UNESCEM jako součást položky „Hedvábná stezka: síť cest v koridoru Čchang-an – Ťan-šan“.
Byla postavena v roce 652 za vlády císaře Kao-cunga z říše Tchang, po zřícení byla v roce 704 za vlády Wu Ce-tchien přestavena a zvýšena. V roce 1556 byla významně poničena velkým zemětřesením v Šen-si (na rozdíl od Malé pagody divoké husy, která byla poničena jen málo) a pak byla částečně renovována za dynastie Ming.
Jedním z jejích použití bylo uložení súter a sošek Buddhy, které přivezl z Indie cestovatel a učenec Süan-cang.